# Ракзен
Ракзен (њем. Racksen) општина је у њемачкој савезној држави Рајна-Палатинат. Једно је од 119 општинских средишта округа Алтенкирхен (Вестервалд). Према процјени из 2010. у општини је живјело 157 становника. Посједује регионалну шифру (AGS) 7132092.

## Географски и демографски подаци
Ракзен се налази у савезној држави Рајна-Палатинат у округу Алтенкирхен (Вестервалд). Општина се налази на надморској висини од 311 метара. Површина општине износи 2,0 km². У самом мјесту је, према процјени из 2010. године, живјело 157 становника. Просјечна густина становништва износи 80 становника/km².